# Неслунд, Матс
Матс Торстен Неслунд (швед. Mats Torsten Näslund; род. 31 октября 1959, Тимро, Вестерноррланд) — шведский хоккеист, левый крайний нападающий. Член «Тройного золотого клуба»: олимпийский чемпион и чемпион мира в составе сборной Швеции и обладатель Кубка Стэнли в составе «Монреаль Канадиенс». Провёл 9 сезонов в Национальной хоккейной лиге.
Не является родственником другого известного шведского хоккеиста Маркуса Неслунда.

## Карьера
Начинал карьеру в клубе «Тимро», затем перешёл в «Брюнес», в составе которого стал чемпионом Швеции и одним из ведущих игроков шведского чемпионата.
Был одним из лидеров сборной Швеции на нескольких чемпионатах мира и Кубках Канады. Участник трёх Олимпиад (1980, 1992, 1994). По признанию игрока, на него неизгладимое впечатление произвели встречи сборных Швеции и СССР и игра на хоккейной площадке таких игроков как Александр Мальцев и Владислав Третьяк. Более того, в игре Неслунд старался во всем походить на Мальцева.
В 1982 году уехал в НХЛ, где на протяжении восьми сезонов выступал за «Монреаль Канадиенс», став первым европейским игроком этого знаменитого клуба. Лучшим сезоном для Неслунда стал сезон 1985/86, когда он забил 43 гола и набрал 110 очков по системе гол+пас в регулярном чемпионате, а также выиграл Кубок Стэнли вместе с командой в плей-офф.
В 1990 году вернулся в Европу, продолжая выступать за сборную Швеции, в составе которой стал в 1991 году чемпионом мира, а в 1994 году — олимпийским чемпионом. В 8 матчах олимпийского турнира 34-летний Неслунд сделал 7 голевых передач и был включён в символическую сборную по версии представителей СМИ. В финале против сборной Канады Матс не реализовал свой бросок в послематчевой серии буллитов, что не помешало шведам победить (два буллита, включая победный, реализовал у шведов молодой Петер Форсберг). После победной Олимпиады Неслунд подписал контракт с клубом НХЛ «Бостон Брюинз». После укороченного из-за локаута сезона 1994/95, проведённого в составе «Брюинз», завершил карьеру игрока.
Известный канадский хоккеист Мартен Сан-Луи играл под 26-м номером в честь Неслунда.

## Награды и достижения
- Чемпион Олимпийских игр (1994)
- Бронзовый призёр Олимпийских игр (1980)
- Чемпион мира (1991)
- Серебряный (1981) и бронзовый (1979) призёр чемпионатов мира и Европы.
- Серебряный (1991) призер чемпионата Европы.
- Чемпион Швеции (1980, 1992, 1994)
- Лучший игрок чемпионата Швеции (приз «Золотая шайба») (1980)
- Лучший бомбардир чемпионата Швеции (1981)
- Финалист Кубка Канады (1984)
- Обладатель Кубка Стэнли (1986)
- Включён во вторую символическую сборную звёзд НХЛ (1986)
- Включён в символическую сборную новичков НХЛ (1983)
- Леди Бинг Трофи (1988)
- Участник матчей всех звёзд НХЛ (1984, 1986, 1988)
- Викинг Эворд (лучший шведский игрок в НХЛ) (1985, 1986)
- Обладатель Кубка европейских чемпионов (1993)
- Серебряный (1978) и бронзовый (1979) призёр молодёжного чемпионата мира
- Чемпион Европы среди юниоров (1977)
- Лучший юниор шведского чемпионата (1977)
- Член зала славы ИИХФ (с 2005 г.)